# Adrian Rawlins
Pour les articles homonymes, voir Rawlins.
Adrian Rawlins, de son nom complet Adrian Justin Rawlins, est un acteur britannique, né le 27 mars 1958 à Stoke-on-Trent (Royaume-Uni).
Il est principalement connu pour avoir incarné le personnage de James Potter dans la série de films Harry Potter adaptée des romans de J. K. Rowling.

## Biographie
Il naît à Stoke-on-Trent en Angleterre, de Mavis Rawlins (née Leese) et de Edward Rawlins, un commerçant,.
Il a assisté à la Stanfield Technical High School à Stoke-on-Trent et la Stoke VI Form College. Il a par la suite étudié l'art dramatique à l'Université métropolitaine de Manchester.

## Filmographie

### Cinéma

#### Longs métrages
- 1980 : Palm Beach (film) (en) de Albie Thoms (en) : David Litvinoff
- 1985 : Révolution (Revolution) de Hugh Hudson : Bill
- 1985 : I Live with Me Dad (en) de Paul Moloney : un greffier
- 1987 : With Love to the Person Next to Me (en) de Brian McKenzie : un homme dans un lit
- 1988 : Georgia (film, 1988) (en) de Ben Lewin
- 1990 : Aux sources du Nil (Mountains of the Moon) de Bob Rafelson : Edward
- 1993 : Flynn de Frank Howson : Tailor
- 1996 : Breaking the Waves de Lars von Trier : Dr Richardson
- 1996 : The Inner Sanctuary de Chris Clarke : Owen
- 1996 : Different for Girls de Richard Spence : Mike Rendell
- 2000 : Blood de Charly Cantor : Carl Dyson
- 2001 : Harry Potter à l'école des sorciers (Harry Potter and the Philosopher's Stone) de Chris Columbus : James Potter
- 2001 : My Brother Tom (cy) de Dom Rotheroe : Jack
- 2002 : Wilbur de Lone Scherfig : Harbour
- 2004 : Harry Potter et le Prisonnier d'Azkaban (Harry Potter and the Prisoner of Azkaban) d'Alfonso Cuarón : James Potter
- 2005 : Harry Potter et la Coupe de feu (Harry Potter and the Goblet of Fire) de Mike Newell : James Potter
- 2007 : Harry Potter et l'Ordre du Phénix (Harry Potter and the Order of the Phoenix) de David Yates : James Potter
- 2010 : Harry Potter et les Reliques de la Mort, partie 1 (Harry Potter and the Deathly Hallows: Part 1) de David Yates : James Potter
- 2011 : Harry Potter et les Reliques de la Mort, partie 2 (Harry Potter and the Deathly Hallows: Part 2) de David Yates : James Potter
- 2011 : Intruders de Juan Carlos Fresnadillo : l'inspecteur de police
- 2012 : L'Ombre du mal (The Raven) de James McTeigue : Doc Clements
- 2014 : La Dame en noir 2 : L'Ange de la mort (The Woman in Black: Angel of Death) de Tom Harper : Dr Rhodes
- 2015 : Bridgend (film) (en) de Jeppe Rønde (en) : Vicar
- 2022 : Vivre (Living) d'Oliver Hermanus : Middleton
- 2023 : Une vie (One Life) de James Hawes : Geoff

#### Court métrage
- 2001 : Bubbles de Mike Southon : Carl

### Télévision

#### Séries télévisées
- 1986 : The Kit Curran Radio Show (en) : Nevin (1 épisode)
- 1986 : Chance in a Million (en) : PC Willis (2 épisodes)
- 1988 : Les Voisins (Neighbours) : Mr. Pike (1 épisode)
- 1988 : Christabel (TV series) (en) (mini-série) : Albrecht (1 épisode)
- 1989 : The Ginger Tree (en) (mini-série) : Capitaine Richard Collingsworth (2 épisodes)
- 1991 : 4 Play : Martin (1 épisode)
- 1992 : Screen One (en) : Michael Mitchum (1 épisode)
- 1992 : Early Travellers in North America : Charles Dickens (4 épisodes)
- 1993 : Soldier Soldier (en) : Major Tim Radley (8 épisodes)
- 1994 : Moving Story : Steven Elliot (1 épisode)
- 1994 : Tears Before Bedtime : David Baylis (4 épisodes)
- 1995 : She's Out (en) : (mini-série) : D.S. Mike Withey (6 épisodes)
- 1996 : The Bill : David Stone (1 épisode)
- 1996 : La Saga des McGregor (The Man From Snowy River) : un vendeur (1 épisode)
- 1997 : Insiders : Woody Pine (6 épisodes)
- 1998 : Casualty : Richard Thomas (1 épisode)
- 1999 : Liverpool 1 : Peter Kitchen (1 épisode)
- 1999 : Les ombres du passé (mini-série) : Oliver Fraser (3 épisodes)
- 2000 : Badger : Aidan Fletcher (1 épisode)
- 2001 : Holby City : Chris Eastwood (1 épisode)
- 2004 : MI-5 : Andrew Forrestal (1 épisode)
- 2004 : Dunkirk (TV series) (en) : Capitaine William Tennant (3 épisodes)
- 2005 : Je ne devrais pas être en vie (I Shouldn't Be Alive) : Karl (1 épisode)
- 2006 : Meurtres à l'anglaise : Tim Sumner (1 épisode)
- 2007 : The Whistleblowers : Derek Press (1 épisode)
- 2007 : Flics toujours (New Tricks) : Daniel Newley (1 épisode)
- 2007 : Inspecteur Lewis : Harry Bundrick (épisode 1, saison 1)
- 2007 : Agatha Christie : (Nemesis) Derek Turnbull (1 épisode)
- 2007-2014 : Affaires non classées : Alan Eckhert / John Leighton (4 épisodes)
- 2008 : Scotland Yard, crimes sur la Tamise (Trial & Retribution) : Plaskett
- 2008 : Doctor Who : Docteur Ryder (épisode 3, saison 4)
- 2008 : Voyage au bout de l'enfer (Banged Up Abroad) : John (1 épisode)
- 2008 : 10 Days to War : Paul Stinchcombe (1 épisode)
- 2009 : Hunter (mini-série) : John Elder (2 épisodes)
- 2010 : Misfits : Dave (épisode 5, saison 2)
- 2010 : Bouquet of Barbed Wire (en) (mini-série) : Richard Goodfellow (3 épisodes)
- 2011 : Strike Back : John Allen (2 épisodes)
- 2011 : Inspecteur Barnaby : David Orchard (épisode 3, saison 14)
- 2012 : Mrs Biggs : DI Williams (1 épisode)
- 2012-2013 : Prisoners' Wives : Ian, le prêtre de la prison (7 épisodes)
- 2013 : Mayday (UK TV series) (en) : D.D. Mills (4 épisodes)
- 2013 : By Any Means (en) : Daniel Foster (1 épisode)
- 2014 : Glue (mini-série) : DCI Simson (8 épisodes)
- 2014 : Father Brown (en) : Dr Walter Henshaw (épisode 2, saison 2)
- 2015 : From Darkness : Gareth Harding (3 épisodes)
- 2015-2016 : Dickensian : Edward Barbary (14 épisodes)
- 2016 : Guerre et Paix (War & Peace) : Platon Karataev (1 épisode)
- 2017 : Meurtres au paradis (Death in Paradise) : Stephen Langham (épisode 1, saison 6)
- 2017 : The White Princess (mini-série) : John De La Pool (2 épisodes)
- 2017 : Innocent : Rob
- 2019 : Chernobyl : Nikolai Fomin
- 2021 : A Discovery of Witches : William Cecil (1er baron Burghley) (saison 2)
- 2022 : Andor : Dr Rhasiv, médecin de la prison impériale de Narkina 5 (2 épisodes, saison 1)

#### Téléfilms
- 1988 : The Four Minute Mile (en) de Jim Goddard (en) : Chris Chataway
- 1989 : The Woman in Black (film, 1989) (en) de Herbert Wise : Arthur Kidd
- 2002 : The Stretford Wives (en) de Peter Webber : Frank Foster
- 2003 : Le prisonnier du silence de Tim Fywell : Dr Tony Danielson
- 2005 : The Man-Eating Lions of Njombe de Robert Del Maestro : George Rushby
- 2005 : Ahead of the Class (en) de Adrian Shergold : Tony Mackersie
- 2005 : Animals de Neil Rawles : Bob Thornwell
- 2007 : The Old Curiosity Shop (film, 2007) (en) de Brian Percival : Jacob
- 2007 : La vie au bout du fil de Jamie Payne
- 2007 : Clapham Junction de Adrian Shergold : Peter